# پنیاریا د تاستابینس
پنیاریا د تاستابینس (به اسپانیایی: Peñarroya de Tastavins) یک شهرستان در اسپانیا است که در استان تروئل واقع شده‌است.

## خصوصیات
پنیاریا د تاستابینس ۸۳ کیلومترمربع مساحت و ۵۲۷ نفر جمعیت دارد.